# Olympische Sommerspiele 2020/Reiten/Qualifikation
Für die Reitwettbewerbe bei den Olympischen Sommerspielen 2020 in Tokio standen insgesamt 200 Quotenplätze zur Verfügung. Diese waren auf die drei Disziplinen aufgeteilt (75 für Springreiten, 65 für Vielseitigkeitsreiten und 60 für Dressurreiten).
Mit jedem gewonnenen Quotenplatz in einem Mannschaftswettbewerb erhielt die Nation zusätzlich drei Quotenplätze im Einzel. Jede Nation, die sich für einen Mannschaftswettbewerb qualifizierte (20 Mannschaften im Springreiten und je 15 im Vielseitigkeits- und Dressurreiten), erhielt drei Startplätze für die jeweiligen Einzelwettkämpfe. Reiter, deren Nationen keine Mannschaft stellten, hatten trotzdem die Möglichkeit, sich einen Einzelstartplatz zu sichern: Hiervon gab es 15 in den Wettbewerben im Spring- und Dressurreiten und 20 im Vielseitigkeitsreiten. Die Mannschaften qualifizierten sich über verschiedene Turniere, während die Reiter für die Einzelwettbewerbe sich über eine Rangliste qualifizierten. Japan steht als Gastgebernation in jedem Mannschaftswettbewerb ein Startplatz zu.

## Übersicht
| Nation                  | Einzel  | Einzel   | Einzel         | Mannschaft | Mannschaft | Mannschaft     | Athleten |
| Nation                  | Dressur | Springen | Vielseitigkeit | Dressur    | Springen   | Vielseitigkeit | Athleten |
| ----------------------- | ------- | -------- | -------------- | ---------- | ---------- | -------------- | -------- |
| Ägypten                 |         | 3        |                |            | X          |                | 3        |
| Argentinien             |         | 3        |                |            | X          |                | 3        |
| Australien              | 3       | 3        | 3              | X          | X          | X              | 9        |
| Belgien                 | 3       | 3        | 1              | X          | X          |                | 7        |
| Brasilien               | 1       | 3        | 3              |            | X          | X              | 7        |
| Chile                   | 1       | 1        |                |            |            |                | 2        |
| China                   |         | 3        | 3              |            | X          | X              | 6        |
| Chinesisch Taipeh       |         | 1        |                |            |            |                | 1        |
| Dänemark                | 3       | 1        | 1              | X          |            |                | 5        |
| Deutschland             | 3       | 3        | 3              | X          | X          | X              | 9        |
| Ecuador                 |         |          | 1              |            |            |                | 1        |
| Estland                 | 1       |          |                |            |            |                | 1        |
| Dominikanische Republik | 1       | 1        |                |            |            |                | 2        |
| Finnland                | 1       |          |                |            |            |                | 1        |
| Frankreich              | 3       | 3        | 3              | X          | X          | X              | 9        |
| Großbritannien          | 3       | 3        | 3              | X          | X          | X              | 9        |
| Hongkong                |         |          | 1              |            |            |                | 1        |
| Indien                  |         |          | 1              |            |            |                | 1        |
| Irland                  | 1       | 3        | 3              |            | X          | X              | 7        |
| Israel                  |         | 3        |                |            | X          |                | 3        |
| Italien                 | 1       | 1        | 3              |            |            | X              | 5        |
| Japan                   | 3       | 3        | 3              | X          | X          | X              | 9        |
| Jordanien               |         | 1        |                |            |            |                | 1        |
| Kanada                  | 3       | 1        | 2              | X          |            |                | 6        |
| Kolumbien               |         | 1        |                |            |            |                | 1        |
| Lettland                |         | 1        |                |            |            |                | 1        |
| Luxemburg               | 1       |          |                |            |            |                | 1        |
| Mexiko                  | 1       | 3        |                |            | X          |                | 4        |
| Marokko                 | 1       | 3        |                |            | X          |                | 4        |
| Neuseeland              |         | 3        | 3              |            | X          | X              | 6        |
| Niederlande             | 3       | 3        | 2              | X          | X          |                | 8        |
| Norwegen                |         | 1        |                |            |            |                | 1        |
| Österreich              | 3       |          | 2              | X          |            |                | 5        |
| Polen                   |         |          | 3              |            |            | X              | 3        |
| Portugal                | 3       | 1        |                | X          |            |                | 4        |
| Puerto Rico             |         |          | 1              |            |            |                | 1        |
| ROC                     | 3       |          | 2              | X          |            |                | 5        |
| Singapur                | 1       |          |                |            |            |                | 1        |
| Schweden                | 3       | 3        | 3              | X          | X          | X              | 9        |
| Schweiz                 | 1       | 3        | 3              |            | X          | X              | 7        |
| Spanien                 | 3       | 1        | 1              | X          |            |                | 5        |
| Sri Lanka               |         | 1        |                |            |            |                | 1        |
| Südafrika               | 1       |          | 1              |            |            |                | 2        |
| Südkorea                | 1       |          |                |            |            |                | 1        |
| Syrien                  |         | 1        |                |            |            |                | 1        |
| Thailand                |         |          | 3              |            |            | X              | 3        |
| Tschechien              |         | 3        | 2              |            | X          |                | 5        |
| Ukraine                 | 1       | 1        |                |            |            |                | 2        |
| Vereinigte Staaten      | 3       | 3        | 3              | X          | X          | X              | 9        |
| Belarus                 |         |          | 2              |            |            |                | 2        |
| Gesamt: 48 NOKs         | 60      | 75       | 65             | 15         | 20         | 15             | 200      |

## Dressurreiten

### Mannschaft
| Qualifikationswettbewerb                | Datum                      | Ort          | Plätze | Qualifizierte Mannschaften |
| --------------------------------------- | -------------------------- | ------------ | ------ | -------------------------- |
| Gastgeber                               | 7. September 2013          | Buenos Aires | 1      | Japan                      |
| Weltreiterspiele 2018                   | 11. – 23. September 2018   | Tryon        | 6      | Deutschland                |
| Weltreiterspiele 2018                   | 11. – 23. September 2018   | Tryon        | 6      | Vereinigte Staaten         |
| Weltreiterspiele 2018                   | 11. – 23. September 2018   | Tryon        | 6      | Großbritannien             |
| Weltreiterspiele 2018                   | 11. – 23. September 2018   | Tryon        | 6      | Schweden                   |
| Weltreiterspiele 2018                   | 11. – 23. September 2018   | Tryon        | 6      | Niederlande                |
| Weltreiterspiele 2018                   | 11. – 23. September 2018   | Tryon        | 6      | Spanien                    |
| Weltreiterspiele 2018 Gruppe G          | 11. – 23. September 2018   | Tryon        | 1      | Australien                 |
| Qualifikationsevent Gruppe C            | 20. – 23. Juni 2019        | Moskau       | 1      | ROC                        |
| Panamerikanische Spiele 2019 Gruppe D/E | 26. Juli – 11. August 2019 | Lima         | 2 1    | Kanada                     |
| Panamerikanische Spiele 2019 Gruppe D/E | 26. Juli – 11. August 2019 | Lima         | 2 1    | Brasilien MER              |
| Europameisterschaften 2019 Gruppe A/B   | 19. – 25. August 2019      | Rotterdam    | 3 2    | Dänemark                   |
| Europameisterschaften 2019 Gruppe A/B   | 19. – 25. August 2019      | Rotterdam    | 3 2    | Irland IRL                 |
| Europameisterschaften 2019 Gruppe A/B   | 19. – 25. August 2019      | Rotterdam    | 3 2    | Portugal                   |
| Qualifikationsevent Gruppe F            | 24.–27. Oktober 2019       | Exloo        | 1 0    | Südafrika MER              |
| Neuverteilung von Quotenplätzen         | 21. Juni 2021              | –            | 3      | Österreich                 |
| Neuverteilung von Quotenplätzen         | 21. Juni 2021              | –            | 3      | Frankreich                 |
| Neuverteilung von Quotenplätzen         | 21. Juni 2021              | –            | 3      | Belgien                    |
| Gesamt                                  | Gesamt                     | Gesamt       | 15     | 15                         |

Fußnoten:

### Einzel
| Qualifikationswettbewerb                                          | Plätze | Qualifizierte Reiter                                                         |
| ----------------------------------------------------------------- | ------ | ---------------------------------------------------------------------------- |
| Qualifiziert über den Mannschaftswettbewerb (3 Reiter pro Nation) | 45     | Japan (3)                                                                    |
| Qualifiziert über den Mannschaftswettbewerb (3 Reiter pro Nation) | 45     | Vereinigte Staaten (3)                                                       |
| Qualifiziert über den Mannschaftswettbewerb (3 Reiter pro Nation) | 45     | Schweden (3)                                                                 |
| Qualifiziert über den Mannschaftswettbewerb (3 Reiter pro Nation) | 45     | Deutschland (3)                                                              |
| Qualifiziert über den Mannschaftswettbewerb (3 Reiter pro Nation) | 45     | Spanien (3)                                                                  |
| Qualifiziert über den Mannschaftswettbewerb (3 Reiter pro Nation) | 45     | Niederlande (3)                                                              |
| Qualifiziert über den Mannschaftswettbewerb (3 Reiter pro Nation) | 45     | Australien (3)                                                               |
| Qualifiziert über den Mannschaftswettbewerb (3 Reiter pro Nation) | 45     | Großbritannien (3)                                                           |
| Qualifiziert über den Mannschaftswettbewerb (3 Reiter pro Nation) | 45     | ROC (3)                                                                      |
| Qualifiziert über den Mannschaftswettbewerb (3 Reiter pro Nation) | 45     | Kanada (3)                                                                   |
| Qualifiziert über den Mannschaftswettbewerb (3 Reiter pro Nation) | 45     | Dänemark (3)                                                                 |
| Qualifiziert über den Mannschaftswettbewerb (3 Reiter pro Nation) | 45     | Belgien (3)                                                                  |
| Qualifiziert über den Mannschaftswettbewerb (3 Reiter pro Nation) | 45     | Portugal (3)                                                                 |
| Qualifiziert über den Mannschaftswettbewerb (3 Reiter pro Nation) | 45     | Österreich (3)                                                               |
| Qualifiziert über den Mannschaftswettbewerb (3 Reiter pro Nation) | 45     | Frankreich (3)                                                               |
| Qualifikation über die Rangliste                                  |        |                                                                              |
| Gruppe A (Nordwesteuropa)                                         | 2 1    | Finnland (1), Qualifikationsplatz durch Henri Ruoste                         |
| Gruppe A (Nordwesteuropa)                                         | 2 1    | Norwegen (1), Qualifikationsplatz durch Ellen Birgitte Farbrot NOR           |
| Gruppe B (Südwesteuropa)                                          | 2      | Luxemburg (1), Qualifikationsplatz durch Nicolas Wagner Ehlinger             |
| Gruppe B (Südwesteuropa)                                          | 2      | Schweiz (1), Qualifikationsplatz durch Birgit Wientzek Pläge                 |
| Gruppe C (Zentral- und Osteuropa, Asien)                          | 2      | Ukraine (1), Qualifikationsplatz durch Inna Lohutenkowa                      |
| Gruppe C (Zentral- und Osteuropa, Asien)                          | 2      | Belarus (1), Qualifikationsplatz durch Hanna Karasiowa BLR                   |
| Gruppe D/E (Amerika)                                              | 4      | Dominikanische Republik (1), Qualifikationsplatz durch Yvonne Losos de Muñiz |
| Gruppe D/E (Amerika)                                              | 4      | Bermuda (1) – entfällt, da kein Bestätigungsergebnis A                       |
| Gruppe D/E (Amerika)                                              | 4      | Mexiko (1), Qualifikationsplatz durch Bernadette Pujals                      |
| Gruppe D/E (Amerika)                                              | 4      | Brasilien MER (1), Qualifikationsplatz durch Pedro Manuel Tavares de Almeida |
| Gruppe F (Afrika und Mittlerer Osten)                             | 2      | Südafrika MER (1), Qualifikationsplatz durch Tanya Seymour                   |
| Gruppe F (Afrika und Mittlerer Osten)                             | 2      | Marokko (1), Qualifikationsplatz durch Ismail Jilaoui                        |
| Gruppe G (Südostasien und Ozeanien)                               | 2      | Neuseeland (1), Qualifikationsplatz durch Wendi Williamson NZL               |
| Gruppe G (Südostasien und Ozeanien)                               | 2      | Südkorea (1), Qualifikationsplatz durch Young-Shik Hwang                     |
| Wildcard                                                          | 1      | Belgien (1), Qualifikationsplatz durch Laurence Roos                         |
| Wildcard                                                          | 1      | Irland (1), Qualifikationsplatz durch Heike Holstein IRL                     |
| Neuverteilung von Quotenplätzen                                   | 4      | Italien (1), Qualifikationsplatz durch Francesco Zaza                        |
| Neuverteilung von Quotenplätzen                                   | 4      | Estland (1), Qualifikationsplatz durch Dina Ellermann                        |
| Neuverteilung von Quotenplätzen                                   | 4      | Singapur (1), Qualifikationsplatz durch Caroline Chew                        |
| Neuverteilung von Quotenplätzen                                   | 4      | Chile (1), Qualifikationsplatz durch Virginia Yarur                          |
| Gesamt                                                            | 60     | 60                                                                           |

Fußnoten:

## Springreiten

### Mannschaft
| Qualifikationswettbewerb                | Datum                      | Ort          | Plätze | Qualifizierte Mannschaften |
| --------------------------------------- | -------------------------- | ------------ | ------ | -------------------------- |
| Gastgeber                               | 7. September 2013          | Buenos Aires | 1      | Japan                      |
| Weltreiterspiele 2018                   | 11.–23. September 2018     | Tryon        | 6      | Vereinigte Staaten         |
| Weltreiterspiele 2018                   | 11.–23. September 2018     | Tryon        | 6      | Schweden                   |
| Weltreiterspiele 2018                   | 11.–23. September 2018     | Tryon        | 6      | Deutschland                |
| Weltreiterspiele 2018                   | 11.–23. September 2018     | Tryon        | 6      | Schweiz                    |
| Weltreiterspiele 2018                   | 11.–23. September 2018     | Tryon        | 6      | Niederlande                |
| Weltreiterspiele 2018                   | 11.–23. September 2018     | Tryon        | 6      | Australien                 |
| Qualifikationsevent Gruppe C1           | 26.–30. Juni 2019          | Moskau       | 1      | Israel                     |
| Qualifikationsevent Gruppe C2           | 26.–30. Juni 2019          | Budapest     | 1      | Tschechien B               |
| Panamerikanische Spiele 2019 Gruppe D/E | 26. Juli – 11. August 2019 | Lima         | 3      | Brasilien                  |
| Panamerikanische Spiele 2019 Gruppe D/E | 26. Juli – 11. August 2019 | Lima         | 3      | Mexiko                     |
| Panamerikanische Spiele 2019 Gruppe D/E | 26. Juli – 11. August 2019 | Lima         | 3      | Argentinien                |
| Qualifikationsevent Gruppe G            | 12.–13. August 2019        | Valkenswaard | 2      | Neuseeland                 |
| Qualifikationsevent Gruppe G            | 12.–13. August 2019        | Valkenswaard | 2      | China                      |
| Europameisterschaften 2019 Gruppe A/B   | 19. – 25. August 2019      | Rotterdam    | 3      | Belgien                    |
| Europameisterschaften 2019 Gruppe A/B   | 19. – 25. August 2019      | Rotterdam    | 3      | Großbritannien             |
| Europameisterschaften 2019 Gruppe A/B   | 19. – 25. August 2019      | Rotterdam    | 3      | Frankreich                 |
| Qualifikationsevent Gruppe F            | 10.–13. Oktober 2019       | Rabat        | 2      | Ägypten                    |
| Qualifikationsevent Gruppe F            | 10.–13. Oktober 2019       | Rabat        | 2      | Marokko C                  |
| Nations-Cup-Finale 2019                 | 3.–6. Oktober 2019         | Barcelona    | 1      | Irland                     |
| Gesamt                                  |                            |              | 20     | 20                         |

Fußnoten:

### Einzel
| Qualifikationswettbewerb                                          | Plätze | Qualifizierte Nation                                          |
| ----------------------------------------------------------------- | ------ | ------------------------------------------------------------- |
| Qualifiziert über den Mannschaftswettbewerb (3 Reiter pro Nation) | 60     | Japan (3)                                                     |
| Qualifiziert über den Mannschaftswettbewerb (3 Reiter pro Nation) | 60     | Vereinigte Staaten (3)                                        |
| Qualifiziert über den Mannschaftswettbewerb (3 Reiter pro Nation) | 60     | Schweden (3)                                                  |
| Qualifiziert über den Mannschaftswettbewerb (3 Reiter pro Nation) | 60     | Deutschland (3)                                               |
| Qualifiziert über den Mannschaftswettbewerb (3 Reiter pro Nation) | 60     | Schweiz (3)                                                   |
| Qualifiziert über den Mannschaftswettbewerb (3 Reiter pro Nation) | 60     | Niederlande (3)                                               |
| Qualifiziert über den Mannschaftswettbewerb (3 Reiter pro Nation) | 60     | Australien (3)                                                |
| Qualifiziert über den Mannschaftswettbewerb (3 Reiter pro Nation) | 60     | Tschechien (3)                                                |
| Qualifiziert über den Mannschaftswettbewerb (3 Reiter pro Nation) | 60     | Israel (3)                                                    |
| Qualifiziert über den Mannschaftswettbewerb (3 Reiter pro Nation) | 60     | Brasilien (3)                                                 |
| Qualifiziert über den Mannschaftswettbewerb (3 Reiter pro Nation) | 60     | Mexiko (3)                                                    |
| Qualifiziert über den Mannschaftswettbewerb (3 Reiter pro Nation) | 60     | Argentinien (3)                                               |
| Qualifiziert über den Mannschaftswettbewerb (3 Reiter pro Nation) | 60     | Neuseeland (3)                                                |
| Qualifiziert über den Mannschaftswettbewerb (3 Reiter pro Nation) | 60     | China (3)                                                     |
| Qualifiziert über den Mannschaftswettbewerb (3 Reiter pro Nation) | 60     | Belgien (3)                                                   |
| Qualifiziert über den Mannschaftswettbewerb (3 Reiter pro Nation) | 60     | Großbritannien (3)                                            |
| Qualifiziert über den Mannschaftswettbewerb (3 Reiter pro Nation) | 60     | Frankreich (3)                                                |
| Qualifiziert über den Mannschaftswettbewerb (3 Reiter pro Nation) | 60     | Irland (3)                                                    |
| Qualifiziert über den Mannschaftswettbewerb (3 Reiter pro Nation) | 60     | Ägypten (3)                                                   |
| Qualifiziert über den Mannschaftswettbewerb (3 Reiter pro Nation) | 60     | Marokko (3)                                                   |
| Panamerikanische Spiele 2019                                      | 4      | Kolumbien (1)                                                 |
| Panamerikanische Spiele 2019                                      | 4      | Dominikanische Republik (1)                                   |
| Panamerikanische Spiele 2019                                      | 4      | Chile (1)                                                     |
| Panamerikanische Spiele 2019                                      | 4      | Kanada (1)                                                    |
| Qualifikation über die Rangliste                                  |        |                                                               |
| Gruppe A (Nordwesteuropa)                                         | 2      | Dänemark (1), Qualifikationsplatz durch Emil Hallundbæk       |
| Gruppe A (Nordwesteuropa)                                         | 2      | Norwegen (1), Qualifikationsplatz durch Geir Gulliksen        |
| Gruppe B (Südwesteuropa)                                          | 2      | Italien (1), Qualifikationsplatz durch Emanuele Gaudiano      |
| Gruppe B (Südwesteuropa)                                          | 2      | Portugal (1), Qualifikationsplatz durch Luciana Diniz         |
| Gruppe C (Zentral- und Osteuropa, Asien)                          | 2      | Lettland (1), Qualifikationsplatz durch Kristaps Neretnieks   |
| Gruppe C (Zentral- und Osteuropa, Asien)                          | 2      | Ukraine (1)                                                   |
| Gruppe F (Afrika und Mittlerer Osten)                             | 2      | Syrien (1), Qualifikationsplatz durch Ahmad Saber Hamcho      |
| Gruppe F (Afrika und Mittlerer Osten)                             | 2      | Jordanien (1), Qualifikationsplatz durch Ibrahim Bisharat     |
| Gruppe G (Südostasien und Ozeanien)                               | 2      | Chinesisch Taipeh (1), Qualifikationsplatz durch Jasmine Chen |
| Gruppe G (Südostasien und Ozeanien)                               | 2      | Sri Lanka (1), Qualifikationsplatz durch Mathilda Karlsson D  |
| Wildcard                                                          | 1      | Spanien (1), Qualifikationsplatz durch Eduardo Álvarez Aznar  |
| Gesamt                                                            | 75     | 75                                                            |

Fußnoten:

## Vielseitigkeitsreiten

### Mannschaft
| Qualifikationswettbewerb                | Date                           | Ort          | Plätze | Qualifizierte Mannschaften |
| --------------------------------------- | ------------------------------ | ------------ | ------ | -------------------------- |
| Gastgeber                               | 7. September 2013              | Buenos Aires | 1      | Japan                      |
| Weltreiterspiele 2018                   | 11. – 23. September 2018       | Tryon        | 6      | Großbritannien             |
| Weltreiterspiele 2018                   | 11. – 23. September 2018       | Tryon        | 6      | Irland                     |
| Weltreiterspiele 2018                   | 11. – 23. September 2018       | Tryon        | 6      | Frankreich                 |
| Weltreiterspiele 2018                   | 11. – 23. September 2018       | Tryon        | 6      | Deutschland                |
| Weltreiterspiele 2018                   | 11. – 23. September 2018       | Tryon        | 6      | Australien                 |
| Weltreiterspiele 2018                   | 11. – 23. September 2018       | Tryon        | 6      | Neuseeland                 |
| Qualifikationsevent Gruppe C            | 23. – 26. Mai 2019             | Baborówko    | 1      | Polen                      |
| Qualifikationsevent Gruppe F/G          | 23. – 26. Mai 2019             | Saumur       | 2      | China                      |
| Qualifikationsevent Gruppe F/G          | 23. – 26. Mai 2019             | Saumur       | 2      | Thailand                   |
| Nations Cup 2019                        | 23. Mai – 13. Oktober 2019     | –            | 1      | Schweiz                    |
| Panamerikanische Spiele 2019 Gruppe D/E | 26. Juli – 11. August 2019     | Lima         | 2      | Brasilien                  |
| Panamerikanische Spiele 2019 Gruppe D/E | 26. Juli – 11. August 2019     | Lima         | 2      | Vereinigte Staaten         |
| Europameisterschaften 2019 Gruppe A/B   | 28. August – 1. September 2019 | Luhmühlen    | 2      | Schweden                   |
| Europameisterschaften 2019 Gruppe A/B   | 28. August – 1. September 2019 | Luhmühlen    | 2      | Italien                    |
| Gesamt                                  | Gesamt                         | Gesamt       | 15     | 15                         |

### Einzel
| Qualifikationswettbewerb                                          | Plätze | Qualifizierte Reiter                                             |
| ----------------------------------------------------------------- | ------ | ---------------------------------------------------------------- |
| Qualifiziert über den Mannschaftswettbewerb (3 Reiter pro Nation) | 45     | Japan (3)                                                        |
| Qualifiziert über den Mannschaftswettbewerb (3 Reiter pro Nation) | 45     | Großbritannien (3)                                               |
| Qualifiziert über den Mannschaftswettbewerb (3 Reiter pro Nation) | 45     | Irland (3)                                                       |
| Qualifiziert über den Mannschaftswettbewerb (3 Reiter pro Nation) | 45     | Deutschland (3)                                                  |
| Qualifiziert über den Mannschaftswettbewerb (3 Reiter pro Nation) | 45     | Frankreich (3)                                                   |
| Qualifiziert über den Mannschaftswettbewerb (3 Reiter pro Nation) | 45     | Neuseeland (3)                                                   |
| Qualifiziert über den Mannschaftswettbewerb (3 Reiter pro Nation) | 45     | Australien (3)                                                   |
| Qualifiziert über den Mannschaftswettbewerb (3 Reiter pro Nation) | 45     | Polen (3)                                                        |
| Qualifiziert über den Mannschaftswettbewerb (3 Reiter pro Nation) | 45     | China (3)                                                        |
| Qualifiziert über den Mannschaftswettbewerb (3 Reiter pro Nation) | 45     | Thailand (3)                                                     |
| Qualifiziert über den Mannschaftswettbewerb (3 Reiter pro Nation) | 45     | Brasilien (3)                                                    |
| Qualifiziert über den Mannschaftswettbewerb (3 Reiter pro Nation) | 45     | Vereinigte Staaten (3)                                           |
| Qualifiziert über den Mannschaftswettbewerb (3 Reiter pro Nation) | 45     | Schweden (3)                                                     |
| Qualifiziert über den Mannschaftswettbewerb (3 Reiter pro Nation) | 45     | Italien (3)                                                      |
| Qualifiziert über den Mannschaftswettbewerb (3 Reiter pro Nation) | 45     | Schweiz (3)                                                      |
| Qualifikation über die Rangliste                                  |        |                                                                  |
| Gruppe A (Nordwesteuropa)                                         | 2      | Niederlande (1), Qualifikationsplatz durch Tim Lips              |
| Gruppe A (Nordwesteuropa)                                         | 2      | Niederlande (1), Qualifikationsplatz durch Merel Blom            |
| Gruppe B (Südwesteuropa)                                          | 2      | Belgien (1), Qualifikationsplatz durch Karin Donckers            |
| Gruppe B (Südwesteuropa)                                          | 2      | Spanien (1), Qualifikationsplatz durch Francisco Gaviño          |
| Gruppe C (Zentral- und Osteuropa, Asien)                          | 2      | ROC (1), Qualifikationsplatz durch Alexander Markow              |
| Gruppe C (Zentral- und Osteuropa, Asien)                          | 2      | ROC (1), Qualifikationsplatz durch Waleri Martyschew             |
| Gruppe D (Nordamerika und Karibik)                                | 2      | Kanada (1), Qualifikationsplatz durch Karl Slezak                |
| Gruppe D (Nordamerika und Karibik)                                | 2      | Kanada (1), Qualifikationsplatz durch Colleen Loach              |
| Gruppe E (Zentral- und Südamerika)                                | 2 1    | Chile (1) – entfällt, da kein Bestätigungsergebnis E             |
| Gruppe E (Zentral- und Südamerika)                                | 2 1    | Puerto Rico (1), Qualifikationsplatz durch Lauren Billys         |
| Gruppe F (Afrika und Mittlerer Osten)                             | 2 1    | Südafrika (1), Qualifikationsplatz durch Victoria Scott-Legendre |
| Gruppe F (Afrika und Mittlerer Osten)                             | 2 1    | Pakistan (1) – entfällt, da kein Bestätigungsergebnis E          |
| Gruppe G (Südostasien und Ozeanien)                               | 2      | Indien (1), Qualifikationsplatz durch Fouaad Mirza               |
| Gruppe G (Südostasien und Ozeanien)                               | 2      | Hongkong (1), Qualifikationsplatz durch Thomas Heffernan Ho      |
| Wildcard                                                          | 6      | Tschechien (1), Qualifikationsplatz durch Miloslav Příhoda       |
| Wildcard                                                          | 6      | Belarus (1), Qualifikationsplatz durch Aljaksandr Seljanko       |
| Wildcard                                                          | 6      | Belarus (1), Qualifikationsplatz durch Aljaksandr Faminou        |
| Wildcard                                                          | 6      | Dänemark (1), Qualifikationsplatz durch Peter Flarup             |
| Wildcard                                                          | 6      | Tschechien (1), Qualifikationsplatz durch Miroslav Trunda        |
| Wildcard                                                          | 6      | Österreich (1), Qualifikationsplatz durch Lea Siegl              |
| Neuverteilung von Quotenplätzen                                   | 2      | Ecuador (1), Qualifikationsplatz durch Nicolas Wettstein         |
| Neuverteilung von Quotenplätzen                                   | 2      | Österreich (1), Qualifikationsplatz durch Rebecca Gerold         |
| Gesamt                                                            | 65     | 65                                                               |

Fußnoten: